# KBS 2TV 월화 드라마
KBS 2TV 월화 드라마는 KBS 2TV에서 매주 월요일부터 화요일 오후 10시 10분에 방송 중인 드라마 프로그램이다.

## 개요
미니 시리즈 드라마 형식으로 방송 중이며 장편 드라마도 방송됐다.

## 방송 시간
| 방송 채널 | 방송 기간                           | 방송 시간                                                                | 방송 분량                                             |
| --------- | ----------------------------------- | ------------------------------------------------------------------------ | ----------------------------------------------------- |
| KBS 2TV   | 1982년 2월 22일 ~ 1982년 8월 10일   | 매주 월요일 ~ 화요일 오후 9시 35분 ~ 오후 10시 20분                      | 45분                                                  |
| KBS 2TV   | 1982년 11월 29일 ~ 1983년 3월 22일  | 매주 월요일 ~ 화요일 오후 10시 15분 ~ 오후 11시                          | 45분                                                  |
| KBS 2TV   | 1983년 3월 28일 ~ 1983년 4월 5일    | 매주 월요일 ~ 화요일 오후 10시 5분 ~ 오후 10시 55분                      | 50분                                                  |
| KBS 2TV   | 1983년 4월 11일 ~ 1984년 1월 24일   | 매주 월요일 ~ 화요일 오후 10시 ~ 오후 10시 50분                          | 50분                                                  |
| KBS 2TV   | 1989년 10월 9일 ~ 1992년 9월 29일   | 매주 월요일 ~ 화요일 오후 9시 35분 ~ 오후 10시 30분                      | 55분                                                  |
| KBS 2TV   | 1992년 10월 5일 ~ 1993년 4월 27일   | 매주 월요일 ~ 화요일 오후 9시 45분 ~ 오후 10시 40분                      | 55분                                                  |
| KBS 2TV   | 1993년 5월 3일 ~ 1993년 10월 12일   | 매주 월요일 ~ 화요일 오후 9시 25분 ~ 오후 10시 20분                      | 55분                                                  |
| KBS 2TV   | 1993년 10월 18일 ~ 1994년 2월 15일  | 매주 월요일 ~ 화요일 오후 9시 35분 ~ 오후 10시 30분                      | 55분                                                  |
| KBS 2TV   | 1994년 2월 21일 ~ 1994년 10월 4일   | 매주 월요일 ~ 화요일 오후 9시 55분 ~ 오후 10시 50분                      | 55분                                                  |
| KBS 2TV   | 1994년 10월 10일 ~ 1995년 11월 21일 | 매주 월요일 ~ 화요일 오후 9시 50분 ~ 오후 10시 45분                      | 55분                                                  |
| KBS 2TV   | 1995년 11월 27일 ~ 1996년 5월 7일   | 매주 월요일 ~ 화요일 오후 9시 50분 ~ 오후 10시 50분                      | 1시간                                                 |
| KBS 2TV   | 1997년 3월 3일 ~ 2001년 12월 24일   | 매주 월요일 ~ 화요일 오후 9시 50분 ~ 오후 10시 50분                      | 1시간                                                 |
| KBS 2TV   | 1996년 5월 13일 ~ 1997년 2월 25일   | 매주 월요일 ~ 화요일 오후 9시 45분 ~ 오후 10시 45분                      | 1시간                                                 |
| KBS 2TV   | 2002년 1월 14일 ~ 2002년 10월 22일  | 매주 월요일 ~ 화요일 오후 9시 50분 ~ 오후 11시                           | 1시간 10분                                            |
| KBS 2TV   | 2003년 11월 3일 ~ 2004년 10월 26일  | 매주 월요일 ~ 화요일 오후 9시 50분 ~ 오후 11시                           | 1시간 10분                                            |
| KBS 2TV   | 2020년 7월 6일 ~ 2020년 7월 7일     | 매주 월요일 ~ 화요일 오후 9시 50분 ~ 오후 11시                           | 1시간 10분 (1회 당 1부, 2부 각각 35분 분할 방송·편성) |
| KBS 2TV   | 2020년 7월 13일 ~ 2021년 6월 29일   | 매주 월요일 ~ 화요일 오후 9시 50분 ~ 오후 11시                           | 1시간 10분 (1회 당 1부 40분, 2부 30분 분할 방송·편성) |
| KBS 2TV   | 2022년 7월 4일 ~ 2023년 6월 20일    | 매주 월요일 ~ 화요일 오후 9시 50분 ~ 오후 11시                           | 1시간 10분 (중간 광고 포함 / 통합 방송)               |
| KBS 2TV   | 2002년 10월 28일 ~ 2003년 10월 28일 | 매주 월요일 ~ 화요일 오후 9시 55분 ~ 오후 11시 5분                       | 1시간 10분 (또는 1시간 20분)                          |
| KBS 2TV   | 2004년 11월 1일 ~ 2012년 10월 2일   | 매주 월요일 ~ 화요일 오후 9시 55분 ~ 오후 11시 5분 (또는 오후 11시 15분) | 70분 (또는 1시간 20분)                                |
| KBS 2TV   | 2012년 10월 8일 ~ 2013년 10월 15일  | 매주 월요일 ~ 화요일 오후 10시 ~ 오후 11시 20분                          | 1시간 20분                                            |
| KBS 2TV   | 2013년 10월 21일 ~ 2018년 5월 29일  | 매주 월요일 ~ 화요일 오후 10시 ~ 오후 11시 10분                          | 1시간 10분                                            |
| KBS 2TV   | 2018년 6월 4일 ~ 2019년 11월 25일   | 매주 월요일 ~ 화요일 오후 10시 ~ 오후 11시 10분                          | 1시간 10분 (1회 당 35분 / 2회 연속 방송·편성)         |
| KBS 2TV   | 2020년 4월 6일 ~ 2020년 6월 9일     | 매주 월요일 ~ 화요일 오후 10시 ~ 오후 11시 10분                          | 1시간 10분 (1회 당 35분 / 2회 연속 방송·편성)         |
| KBS 2TV   | 2021년 10월 11일 ~ 2021년 11월 19일 | 매주 월요일 ~ 화요일 오후 9시 30분 ~ 오후 10시 50분                      | 1시간 20분 (중간 광고 포함 / 통합 방송)               |
| KBS 2TV   | 2021년 12월 20일 ~ 2021년 12월 28일 | 매주 월요일 ~ 화요일 오후 9시 30분 ~ 오후 10시 50분                      | 1시간 20분 (중간 광고 포함 / 통합 방송)               |
| KBS 2TV   | 2021년 10월 25일 ~ 2021년 12월 14일 | 매주 월요일 ~ 화요일 오후 9시 30분 ~ 오후 10시 45분                      | 1시간 15분 (중간 광고 포함 / 통합 방송)               |
| KBS 2TV   | 2022년 6월 27일 ~ 2022년 6월 28일   | 매주 월요일 오후 9시 50분 ~ 오후 11시 10분                               | 1시간 20분 (중간 광고 포함 / 통합 방송)               |
| KBS 2TV   | 2022년 6월 27일 ~ 2022년 6월 28일   | 매주 화요일 오후 9시 50분 ~ 오후 11시 5분                                | 1시간 15분 (중간 광고 포함 / 통합 방송)               |
| KBS 2TV   | 2023년 6월 26일 ~ 2023년 10월 2일   | 매주 월요일 ~ 화요일 오후 9시 45분 ~ 오후 10시 55분                      | 1시간 10분 (중간 광고 포함 / 통합 방송)               |
| KBS 2TV   | 2023년 10월 30일 ~ 2023년 12월 25일 | 매주 월요일 ~ 화요일 오후 9시 45분 ~ 11시 5분                            | 1시간 20분 (중간 광고 포함 / 통합 방송)               |
| KBS 2TV   | 2024년 1월 2일 ~ 2024년 7월 2일     | 매주 월요일 ~ 화요일 오후 10시 10분 ~ 11시 20분                          | 1시간 10분 (중간 광고 포함 / 통합 방송)               |

## 프로그램 리스트
- 아래 프로그램은 2003년 이전에 제작·방송한 작품들로 부득이하게 일부 장면에서 흡연 장면·담배 소품이 노출될 수 있으며 시청자 여러분들의 양해 바랍니다.
- 아래 프로그램은 2002년 11월 이후 시청 가능 연령을 표시하는 드라마 프로그램 등급 제도를 의무적으로 시행하여 현재까지 이어지고 있습니다.
- 2017년 3월 1일부터 TV 프로그램 등급 표시 외에 주제, 폭력성, 선정성, 언어, 모방 위험 등 분류 사유 표시를 의무적으로 시행하고 있습니다.

### 1980년대

#### 1982년
- 《고독한 횃불 유일한》 : 1982년 2월 22일 ~ 1982년 3월 23일
- 《오똑이 인생 전택보》 : 1982년 3월 29일 ~ 1982년 4월 27일
- 《외고집 철공 김상만》 : 1982년 5월 3일 ~ 1982년 6월 1일
- 《무등신사 개척은행가 현준호》 : 1982년 7월 6일 ~ 1982년 7월 12일
- 《수레바퀴 한평생 김철호》 : 1982년 7월 12일 ~ 1982년 8월 10일
- 《개성 상인》 : 1982년 8월 16일 ~ 1982년 11월 23일
- 《북청 물장수》 : 1982년 11월 29일 ~ 1983년 3월 22일

#### 1983년
- 《객주》 : 1983년 3월 28일 ~ 1984년 6월 19일

#### 1987년
- 《함 사세요》 : 1987년 10월 19일 ~ 1988년 3월 22일[1]

#### 1989년
- 《바람과 구름과 비》 : 1989년 10월 9일 ~ 1990년 3월 27일

### 1990년대

#### 1990년
- 《파천무》 : 1990년 4월 2일 ~ 1990년 10월 30일
- 《불의 나라》 : 1990년 11월 5일 ~ 1991년 2월 5일

#### 1991년
- 《물의 나라》 : 1991년 2월 11일 ~ 1991년 5월 7일
- 《3일의 약속》 : 1991년 5월 13일 ~ 1991년 11월 5일
- 《형》 : 1991년 11월 11일 ~ 1992년 12월 29일

#### 1993년
- 《일월》 : 1993년 1월 4일 ~ 1993년 12월 28일

#### 1994년
- 《한명회》 : 1994년 1월 3일 ~ 1994년 12월 27일

#### 1995년
- 《장녹수》 : 1995년 1월 2일 ~ 1995년 6월 27일
- 《서궁》 : 1995년 7월 3일 ~ 1995년 12월 26일

#### 1996년
- 《조광조》 : 1996년 1월 1일 ~ 1996년 6월 25일
- 《신고합니다》 : 1996년 7월 1일 ~ 1996년 8월 27일
- 《슈팅》 : 1996년 9월 2일 ~ 1996년 10월 1일
- 《엄마는 출장중》 : 1996년 10월 7일 ~ 1996년 11월 12일
- 《아내가 있는 풍경》 : 1996년 11월 18일 ~ 1996년 12월 24일

#### 1997년
- 《내 안의 천사》 : 1997년 1월 6일 ~ 1997년 2월 25일
- 《폭풍 속으로》 : 1997년 3월 3일 ~ 1997년 4월 15일
- 《봄날은 간다》 : 1997년 4월 21일 ~ 1997년 6월 3일
- 《프로포즈》 : 1997년 6월 9일 ~ 1997년 7월 22일
- 《스타》 : 1997년 7월 28일 ~ 1997년 8월 26일
- 《질주》 : 1997년 9월 1일 ~ 1997년 9월 30일
- 《열애》 : 1997년 10월 6일 ~ 1997년 11월 4일
- 《완벽한 남자를 만나는 방법》 : 1997년 11월 17일 ~ 1997년 12월 15일

#### 1998년
- 《진달래꽃 필 때까지》 : 1998년 1월 5일 ~ 1998년 1월 26일
- 《맨발의 청춘》 : 1998년 2월 2일 ~ 1998년 3월 24일
- 《거짓말》 : 1998년 3월 30일 ~ 1998년 6월 2일
- 《킬리만자로의 표범》 : 1998년 6월 8일 ~ 1998년 6월 30일
- 《전설의 고향》 : 1998년 7월 6일 ~ 1998년 8월 11일
- 《순수》 : 1998년 8월 17일 ~ 1998년 10월 6일
- 《짝사랑》 : 1998년 10월 12일 ~ 1998년 12월 1일
- 《천사의 키스》 : 1998년 12월 14일 ~ 1999년 2월 9일

#### 1999년
- 《학교》 : 1999년 2월 22일 ~ 1999년 4월 13일
- 《우리는 길 잃은 작은 새를 보았다》 : 1999년 4월 19일 ~ 1999년 6월 8일
- 《전설의 고향》 : 1999년 6월 28일 ~ 1999년 8월 3일
- 《환상 여행》 : 1999년 8월 23일 ~ 1999년 9월 14일
- 《초대》 : 1999년 9월 20일 ~ 1999년 11월 16일
- 《마법의 성》 : 1999년 11월 22일 ~ 1999년 12월 28일

### 2000년대

#### 2000년
- 《나는 그녀가 좋다》 : 2000년 1월 3일 ~ 2000년 2월 21일
- 《성난 얼굴로 돌아보라》 : 2000년 2월 28일 ~ 2000년 4월 18일
- 《바보같은 사랑》 : 2000년 4월 24일 ~ 2000년 6월 27일
- 《RNA》 : 2000년 7월 10일 ~ 2000년 9월 5일
- 《가을동화》 : 2000년 9월 18일 ~ 2000년 11월 7일
- 《눈꽃》 : 2000년 11월 13일 ~ 2001년 1월 2일

#### 2001년
- 《귀여운 여인》 : 2001년 1월 8일 ~ 2001년 2월 27일
- 《비단향꽃무》 : 2001년 3월 5일 ~ 2001년 5월 8일
- 《인생은 아름다워》 : 2001년 5월 14일 ~ 2001년 7월 3일
- 《쿨》 : 2001년 7월 9일 ~ 2001년 8월 28일
- 《순정》 : 2001년 9월 3일 ~ 2001년 10월 30일
- 《미나》 : 2001년 11월 5일 ~ 2001년 12월 24일

#### 2002년
- 《겨울연가》 : 2002년 1월 14일 ~ 2002년 3월 19일
- 《햇빛 사냥》 : 2002년 3월 25일 ~ 2002년 5월 14일
- 《거침없는 사랑》 : 2002년 5월 20일 ~ 2002년 7월 23일
- 《러빙유》 : 2002년 7월 29일 ~ 2002년 9월 3일
- 《천국의 아이들》 : 2002년 9월 9일 ~ 2002년 10월 15일
- 《고독》 : 2002년 10월 21일 ~ 2002년 12월 24일

#### 2003년
- 《아내》 : 2003년 1월 6일 ~ 2003년 7월 1일
- 《여름향기》 : 2003년 7월 7일 ~ 2003년 9월 8일
- 《상두야, 학교가자》 : 2003년 9월 15일 ~ 2003년 11월 4일
- 《그녀는 짱》 : 2003년 11월 10일 ~ 2004년 1월 13일

#### 2004년
- 《낭랑 18세》 : 2004년 1월 19일 ~ 2004년 3월 9일
- 《백설공주》 : 2004년 3월 15일 ~ 2004년 5월 4일
- 《북경, 내 사랑》 : 2004년 5월 10일 ~ 2004년 7월 13일
- 《구미호 외전》 : 2004년 7월 19일 ~ 2004년 9월 7일
- 《오!필승 봉순영》 : 2004년 9월 13일 ~ 2004년 11월 2일
- 《미안하다, 사랑한다》 : 2004년 11월 8일 ~ 2004년 12월 28일

#### 2005년
- 《쾌걸춘향》 : 2005년 1월 3일 ~ 2005년 3월 1일
- 《열여덟 스물아홉》 : 2005년 3월 7일 ~ 2005년 4월 26일
- 《러브 홀릭》 : 2005년 5월 2일 ~ 2005년 6월 21일
- 《그녀가 돌아왔다》 : 2005년 6월 27일 ~ 2005년 8월 16일
- 《웨딩》 : 2005년 8월 22일 ~ 2005년 10월 25일
- 《이 죽일 놈의 사랑》 : 2005년 10월 31일 ~ 2005년 12월 20일

#### 2006년
- 《안녕하세요 하느님》 : 2006년 1월 9일 ~ 2006년 2월 28일
- 《봄의 왈츠》 : 2006년 3월 6일 ~ 2006년 5월 16일
- 《미스터 굿바이》 : 2006년 5월 22일 ~ 2006년 6월 27일
- 《포도밭 그 사나이》 : 2006년 7월 24일 ~ 2006년 9월 12일
- 《구름 계단》 : 2006년 9월 18일 ~ 2006년 11월 7일
- 《눈의 여왕》 : 2006년 11월 13일 ~ 2007년 1월 8일

#### 2007년
- 《꽃피는 봄이 오면》 : 2007년 1월 15일 ~ 2007년 3월 13일
- 《헬로! 애기씨》 : 2007년 3월 19일 ~ 2007년 5월 8일
- 《꽃 찾으러 왔단다》 : 2007년 5월 14일 ~ 2007년 7월 3일
- 《한성별곡》 : 2007년 7월 9일 ~ 2007년 7월 31일
- 《아이 엠 샘》 : 2007년 8월 6일 ~ 2007년 10월 2일
- 《얼렁뚱땅 흥신소》 : 2007년 10월 8일 ~ 2007년 11월 27일
- 《못된 사랑》 : 2007년 12월 3일 ~ 2008년 2월 12일

#### 2008년
- 《싱글파파는 열애중》 : 2008년 2월 18일 ~ 2008년 4월 8일
- 《강적들》 : 2008년 4월 14일 ~ 2008년 6월 3일
- 《최강칠우》 : 2008년 6월 9일 ~ 2008년 8월 19일
- 《연애결혼》 : 2008년 8월 25일 ~ 2008년 10월 20일
- 《그들이 사는 세상》 : 2008년 10월 26일 ~ 2008년 12월 16일

#### 2009년
- 《꽃보다 남자》 : 2009년 1월 5일 ~ 2009년 3월 31일
- 《남자 이야기》 : 2009년 4월 6일 ~ 2009년 6월 9일
- 《결혼 못하는 남자》 : 2009년 6월 15일 ~ 2009년 8월 4일
- 《전설의 고향》 : 2009년 8월 10일 ~ 2009년 9월 8일
- 《공주가 돌아왔다》 : 2009년 9월 14일 ~ 2009년 11월 3일
- 《천하무적 이평강》 : 2009년 11월 9일 ~ 2009년 12월 29일

### 2010년대

#### 2010년
- 《공부의 신》 : 2010년 1월 4일 ~ 2010년 2월 23일
- 《부자의 탄생》 : 2010년 3월 1일 ~ 2010년 5월 4일
- 《국가가 부른다》 : 2010년 5월 10일 ~ 2010년 6월 29일
- 《구미호: 여우누이뎐》 : 2010년 7월 5일 ~ 2010년 8월 24일
- 《성균관 스캔들》 : 2010년 8월 30일 ~ 2010년 11월 2일
- 《매리는 외박 중》 : 2010년 11월 8일 ~ 2010년 12월 28일

#### 2011년
- 《드림하이》 : 2011년 1월 3일 ~ 2011년 2월 28일
- 《강력반》 : 2011년 3월 7일 ~ 2011년 4월 26일
- 《동안미녀》 : 2011년 5월 2일 ~ 2011년 7월 2일
- 《스파이 명월》 : 2011년 7월 11일 ~ 2011년 9월 6일
- 《포세이돈》 : 2011년 9월 19일 ~ 2011년 11월 8일
- 《브레인》 : 2011년 11월 14일 ~ 2012년 1월 17일

#### 2012년
- 《드림하이 2》 : 2012년 1월 30일 ~ 2012년 3월 20일
- 《사랑비》 : 2012년 3월 26일 ~ 2012년 5월 29일
- 《빅》 : 2012년 6월 4일 ~ 2012년 7월 24일
- 《해운대 연인들》 : 2012년 8월 6일 ~ 2012년 9월 25일
- 《울랄라 부부》 : 2012년 10월 1일 ~ 2012년 11월 27일
- 《학교 2013》 : 2012년 12월 3일 ~ 2013년 1월 28일

#### 2013년
- 《광고천재 이태백》 : 2013년 2월 4일 ~ 2013년 3월 26일
- 《직장의 신》 : 2013년 4월 1일 ~ 2013년 5월 21일
- 《상어》 : 2013년 5월 27일 ~ 2013년 7월 30일
- 《굿 닥터》 : 2013년 8월 5일 ~ 2013년 10월 8일
- 《미래의 선택》 : 2013년 10월 14일 ~ 2013년 12월 3일
- 《총리와 나》 : 2013년 12월 9일 ~ 2014년 2월 4일

#### 2014년
- 《태양은 가득히》 : 2014년 2월 17일 ~ 2014년 4월 8일
- 《빅맨》 : 2014년 4월 28일 ~ 2014년 6월 17일
- 《트로트의 연인》 : 2014년 6월 23일 ~ 2014년 8월 12일
- 《연애의 발견》 : 2014년 8월 18일 ~ 2014년 10월 7일
- 《내일도 칸타빌레》 : 2014년 10월 13일 ~ 2014년 12월 2일
- 《힐러》 : 2014년 12월 8일 ~ 2015년 2월 10일

#### 2015년
- 《블러드》 : 2015년 2월 16일 ~ 2015년 4월 21일
- 《후아유 - 학교 2015》 : 2015년 4월 27일 ~ 2015년 6월 16일
- 《너를 기억해》 : 2015년 6월 22일 ~ 2015년 8월 11일
- 《별난 며느리》 : 2015년 8월 17일 ~ 2015년 9월 22일
- 《발칙하게 고고》 : 2015년 10월 5일 ~ 2015년 11월 10일
- 《오 마이 비너스》 : 2015년 11월 16일 ~ 2016년 1월 5일

#### 2016년
- 《무림학교》 : 2016년 1월 11일 ~ 2016년 3월 8일
- 《베이비시터》 : 2016년 3월 14일 ~ 2016년 3월 22일
- 《동네 변호사 조들호》 : 2016년 3월 28일 ~ 2016년 5월 31일
- 《백희가 돌아왔다》 : 2016년 6월 6일 ~ 2016년 6월 14일
- 《뷰티풀 마인드》 : 2016년 6월 20일 ~ 2016년 8월 2일
- 《구르미 그린 달빛》 : 2016년 8월 22일 ~ 2016년 10월 18일
- 《우리집에 사는 남자》 : 2016년 10월 24일 ~ 2016년 12월 13일
- 《화랑》 : 2016년 12월 19일 ~ 2017년 2월 21일

#### 2017년
- 《완벽한 아내》 : 2017년 2월 27일 ~ 2017년 5월 2일
- 《개인주의자 지영씨》 : 2017년 5월 8일 ~ 2017년 5월 9일
- 《쌈 마이웨이》 : 2017년 5월 22일 ~ 2017년 7월 11일
- 《학교 2017》 : 2017년 7월 17일 ~ 2017년 9월 5일
- 《란제리 소녀시대》 : 2017년 9월 11일 ~ 2017년 10월 3일
- 《마녀의 법정》 : 2017년 10월 9일 ~ 2017년 11월 28일
- 《저글러스》 : 2017년 12월 4일 ~ 2018년 1월 23일

#### 2018년
- 《라디오 로맨스》 : 2018년 1월 29일 ~ 2018년 3월 20일
- 《우리가 만난 기적》 : 2018년 4월 2일 ~ 2018년 5월 29일
- 《너도 인간이니?》 : 2018년 6월 4일 ~ 2018년 8월 7일
- 《러블리 호러블리》 : 2018년 8월 13일 ~ 2018년 10월 2일
- 《최고의 이혼》 : 2018년 10월 8일 ~ 2018년 11월 27일
- 《땐뽀걸즈》 : 2018년 12월 3일 ~ 2018년 12월 25일

#### 2019년
- 《동네변호사 조들호 2: 죄와 벌》 : 2019년 1월 7일 ~ 2019년 3월 26일
- 《국민 여러분!》 : 2019년 4월 1일 ~ 2019년 5월 28일
- 《퍼퓸》 : 2019년 6월 3일 ~ 2019년 7월 23일
- 《너의 노래를 들려줘》 : 2019년 8월 5일 ~ 2019년 9월 24일
- 《조선로코 - 녹두전》 : 2019년 9월 30일 ~ 2019년 11월 25일

### 2020년대

#### 2020년
- 《계약 우정》 : 2020년 4월 6일 ~ 2020년 4월 14일
- 《본 어게인》 : 2020년 4월 20일 ~ 2020년 6월 9일
- 《그놈이 그놈이다》 : 2020년 7월 6일 ~ 2020년 9월 1일
- 《좀비탐정》 : 2020년 9월 21일 ~ 2020년 11월 10일 (예능 드라마로 방송)
- 《암행어사: 조선비밀수사단》 : 2020년 12월 21일 ~ 2021년 2월 9일

#### 2021년
- 《달이 뜨는 강》 : 2021년 2월 15일 ~ 2021년 4월 20일
- 《오월의 청춘》 : 2021년 5월 3일 ~ 2021년 6월 8일
- 《멀리서 보면 푸른 봄》 : 2021년 6월 14일 ~ 2021년 7월 20일
- 《경찰수업》 : 2021년 8월 9일 ~ 2021년 10월 5일
- 《연모》 : 2021년 10월 11일 ~ 2021년 12월 14일
- 《꽃 피면 달 생각하고》 : 2021년 12월 20일 ~ 2022년 2월 22일

#### 2022년
- 《크레이지 러브》 : 2022년 3월 7일 ~ 2022년 4월 26일
- 《붉은 단심》 : 2022년 5월 2일 ~ 2022년 6월 21일
- 《미남당》 : 2022년 6월 27일 ~ 2022년 8월 23일
- 《법대로 사랑하라》 : 2022년 9월 5일 ~ 2022년 10월 25일
- 《커튼콜》 : 2022년 10월 31일 ~ 2022년 12월 27일

#### 2023년
- 《두뇌공조》 : 2023년 1월 2일 ~ 2023년 2월 28일
- 《오아시스》 : 2023년 3월 6일 ~ 2023년 4월 25일
- 《어쩌다 마주친, 그대》 : 2023년 5월 1일 ~ 2023년 6월 20일
- 《가슴이 뛴다》 : 2023년 6월 26일 ~ 2023년 8월 15일
- 《순정복서》 : 2023년 8월 21일 ~ 2023년 10월 2일
- 《혼례대첩》 : 2023년 10월 30일 ~ 2023년 12월 25일

#### 2024년
- 《환상연가》 : 2024년 1월 2일 ~ 2024년 2월 27일
- 《멱살 한번 잡힙시다》 : 2024년 3월 18일 ~ 2024년 5월 7일
- 《함부로 대해줘》 : 2024년 5월 13일 ~ 2024년 7월 2일

## 경쟁 프로그램
- MBC 월화 드라마
- SBS 월화 드라마
- TV조선 월화 드라마
- JTBC 월화 드라마
- 채널A 월화 드라마
- MBN 월화 드라마
- tvN 월화 드라마
- ENA 월화 드라마